# مارتین ۱۵۶
مارتین ۱۵۶ (به انگلیسی: Martin 156) یک هواگرد ساختِ کارخانهٔ گلن ال. مارتین کمپانی در کشور ایالات متحده آمریکا است. نخستین استفاده‌کنندهٔ این هواگرد آئروفلوت بوده‌است.